# Signe Rydberg-Jönsson
Signe Viola Evelina Rydberg-Jönsson, född 12 februari 1906 i Malmö, död 29 januari 1997 i Malmö, var en svensk målare och tecknare.
Hon var dotter till bleckslagaren Evald Hilding Rydberg och Emma Nathalia Larsson och från 1942 gift med konstnären Anders Jönsson. Rydberg-Jönsson studerade vid Skånska målarskolan 1935–1936 samt genom självstudier under resor till Frankrike och Spanien. Tillsammans med sin man har hon ställt ut ett flertal gånger bland annat i Sölvesborg, Hammenhög och Lund. Hennes konst består av figursaker, porträtt, stilleben och landskapsmålningar från Skåne och Listerlandet. Makarna Jönsson är gravsatta i minneslunden på Sankt Pauli mellersta kyrkogård i Malmö.